# Callicera doleschalli
Callicera doleschalli är en tvåvingeart som beskrevs av George Henry Verrall 1913. Callicera doleschalli ingår i släktet bronsblomflugor och familjen blomflugor.
Artens utbredningsområde är Myanmar. Inga underarter finns listade i Catalogue of Life.